# Bollito misto
El bollito misto (pronunciación en italiano: /bolˈliːto ˈmisto/, 'hervido mixto') es un estofado clásico del norte de Italia, muy parecido al pot-au-feu francés, que consta de varios cortes duros de carne de res o ternera, cotechino y gallina o capón que se cuecen a fuego lento durante 2-3 horas en un caldo aromático de verduras. El bollito y sus muchas variaciones regionales se comen en todo el norte de Italia y es particularmente popular en Emilia-Romaña, Piamonte y Lombardía. La carne se corta en rodajas finas y se sirve con sal marina gruesa, mostarda, salsa verde, rábano picante o chutney. El caldo resultante se desnata, se cuela y se usa como base para sopas y risottos.

## Historia
En la cocina italiana, el bollito se destacó a lo largo del segundo milenio. En la década de 1800, el príncipe heredero y desde 1849 el rey Vittorio Emanuele II a menudo se escapaba a la pequeña ciudad de Moncalvo para cazar animales salvajes, retozar con su amante favorita y disfrutar de un agradable bollito con amigos. El bollito ocupa un lugar destacado en varios textos gastronómicos: Antonio Latini tiene 38 sugerencias de cocina para bollito en su libro de cocina, Lo Scalco alla Moderna ('El mayordomo moderno') de 1694; y el Maestro Martino tiene varias recetas en su Libro de Arte Coquinaria, considerado un hito de la literatura gastronómica italiana. 